# 雷賓斯克水庫
雷賓斯克水庫（又称雷賓斯克海）是伏尔加河上游的大型水库，位於俄羅斯特維爾州、沃洛格达州以及雅罗斯拉夫尔州内，是世界第八大，欧洲第二大人工湖。河上的水坝和水库工程1935年建起，雷賓斯克水庫当时为世界最大的水库。
水庫啟用時，一共663座村庄以及雅罗斯拉夫尔州的莫洛加古城被淹沒。约15万当地居民同时被疏散。